# Stand by Me (chanson d'Oasis)
Pour les articles homonymes, voir Stand by Me.
Singles de Oasis
D'You Know What I Mean?
(1997) All Around the World
(1997)
Pistes de Be Here Now
Magic Pie I Hope, I Think, I Know
Stand by Me est une chanson du groupe de rock anglais Oasis, écrite par le guitariste-compositeur Noel Gallagher. C'est le second single tiré de leur troisième album, Be Here Now, et a atteint la seconde position dans les charts anglais en septembre 1997. 

## Histoire
Noel Gallagher affirme avoir écrit la chanson alors qu'il souffrait d'une intoxication alimentaire. Il avait en effet essayé, poussé par sa mère, Peggy, de se cuisiner un rôti. Dans une interview de 1997 pour la promotion de l'album, Noel Gallagher avait déclaré ce qui suit : « Tout commence bien : je me fais mon rôti, parce que ma mère m'avait harcelé pour que je mange. Je cuis donc mon rôti, je le mange. Miam ! Et là, c'est le drame. J'ai passé deux jours à vomir ».

## Clip
Le clip de Stand by me est réalisé par David Mould en 1997. Il filme une série d'agressions qui, montrées ensuite sous un autre angle, sont en vérité des actions d'entraide lors d'un même incident.

## Prestation Live
En raison de la désaffection générale pour Be Here Now en 1999, Stand by Me est rarement jouée en live (elle ne figure d'ailleurs pas sur le best-of comme elle aurait dû l'être). Une version live de la chanson est cependant disponible la version double-CD de l'album live Familiar to Millions (2000).
Une célèbre version acoustique de Stand by Me a été jouée à la télévision la veille de la sortie de Be Here Now dans le cadre d'une émission de la chaîne BBC1. On pouvait voir Liam Gallagher et le batteur Alan White assis au bord de la piscine que l'on voit sur la pochette de l'album, puis le groupe jouer, Liam au chant, Noel à la guitare acoustique et Alan à la batterie. Cette version de la chanson n'est disponible que sur le second disque du vinyle 38" anglais très rare Now That's What I Call Music!.

## Liste des titres
- Single format CD

1. Stand by Me – 5:55
2. (I Got) The Fever – 5:14
3. My Sister Lover – 5:58
4. Going Nowhere – 4:41

- Vinyle 7"

1. Stand by Me – 5:55
2. (I Got) The Fever – 5:14

- Vinyle 12"

1. Stand by Me – 5:55
2. (I Got) The Fever – 5:14
3. My Sister Lover – 5:58

- Cassette

1. Stand by Me – 5:55
2. (I Got) The Fever – 5:14